# Sail to the Moon
"Sail to the Moon" es un tema de la banda británica Radiohead y se corresponde con la tercera pista de su álbum Hail to the Thief de 2003. Su título alternativo es "Brush the Cobwebs out of the Sky".
Se piensa que la canción es una crítica al calentamiento global y que en ella se hacen algunas referencias al primer hijo de Thom Yorke, Noah, nacido en 2001. La estrofa: 

Maybe you'll be president
but know right from wrong
or in the flood
you'll build an ark
and sail us to the moon
Quizás seas el presidente
pero diferencia lo correcto de lo incorrecto
o en una inundación
construirás un arca
y nos llevarás a la Luna.

concuerdan con el personaje bíblico Noé y su arca.
El tema está influenciado por la pieza musical Quartet for the End of Time de Olivier Messiaen. El tema ha sido versionada por el pianista clásico Christopher O'Riley en su álbum Hold Me to This, que data de 2005.
- Datos: Q8274057